# Oscar Albarado
Oscar Albarado (ur. 15 września 1948 w Pecos w Teksasie, zm. 17 lutego 2021 w Uvalde) – amerykański bokser, zawodowy mistrz świata kategorii lekkośredniej.
Rozpoczął karierę bokserską w 1966. Po wygraniu pierwszych 24 walk został pokonany w kolejnej przez Hedgemona Lewisa w 1969. W 1970 przegrał z Adolphem Pruittem i Percym Pughem, a pokonał m.in. byłego mistrza świata WBC w wadze junior półśredniej Pedro Adigue. W 1971 m.in. zremisował z Armando Munizem i  przegrał z Erniem "Indian Red" Lopezem.
4 czerwca 1974 w Tokio Albarado został mistrzem świata w kategorii junior średniej, nokautując w 15. rundzie obrońcę tytułu Kōichi Wajimę z Japonii. W obronie tytułu pokonał 8 października tego roku w Tokio przez techniczny nokaut Japończyka Ryu Sorimachi, a 25 stycznia 1975 w Tokio stracił tytuł po porażce w rewanżu z Wajimą po 15 rundach na punkty. Po tej walce wycofał się z ringu na 5 lat.
Powrócił w 1980, ale nie odnosił podobnych sukcesów. Na 13 walk wygrał 7, a przegrał 6, m.in. z Bobbym Czyzem przez techniczny nokaut w 3. rundzie i z Ayubem Kalule przez nokaut w 2. rundzie. Po tej walce ostatecznie zakończył karierę w 1982.